# SN 2000W
SN 2000W – supernowa odkryta 9 marca 2000 roku w galaktyce A111059-0443. W momencie odkrycia miała maksymalną jasność 20,40m.